# 急性冠症候群
急性冠症候群（きゅうせいかんしょうこうぐん、英: Acute coronary syndrome, ACS）は、不安定狭心症〜急性心筋梗塞に至る疾患概念。
急激な冠動脈狭窄によって生じる以下の三つの病態を包括した名称。
不安定狭心症（unstable AP）
心筋壊死に陥らなかった症例。CK-MBは軽度上昇のみ。
急性心筋梗塞（Acute Myocardial Infarction：AMI）
心筋壊死に陥った症例。CK-MBは高度上昇。
虚血性心臓性突然死
虚血心筋または壊死心筋により電気的機能不全を起こすと、致死性不整脈に至り、突然死となることがある。

## 危険因子
危険因子には、喫煙、糖尿病、高血圧、高コレステロール血症、睡眠不足などがある。
冠動脈疾患発症の確率は危険因子から推測される。

## 鑑別診断
心窩部痛を訴える疾患には、胸肋関節炎、肋軟骨炎（Tietze病）、SAPHO症候群、胃潰瘍など多岐にわたる。
- 指1本で胸痛の範囲を指し示すことができたら（“the pointing sign”）、急性冠症候群は否定的である（特異度98％）[3]。